# Helina canadensis
Helina canadensis är en tvåvingeart som beskrevs av John Otterbein Snyder 1949. Helina canadensis ingår i släktet Helina och familjen husflugor. Inga underarter finns listade i Catalogue of Life.